# 魁北克协定
魁北克协定（英語：Quebec Agreement）是英国和美国在第二次世界大战期间签署的一项关于联合建造核武器的协定，由温斯顿·丘吉尔和富兰克林·德拉诺·罗斯福于1943年8月19日在魁北克会议上签署。协定将英国的合金管工程和美国的曼哈顿计划合并，并设立联合政策委员会负责联合项目的管理。协定规定英美两国互不使用核武器，对第三国使用核武器需要两国共同同意，不向第三国提供核武器研发相关信息。协定还规定美国总统有权对英国战后和平使用核能加以限制。加拿大在联合政策委员会中拥有一个代表席位，但不是协定的签约国。
合并后的曼哈顿计划中，英国科学家发挥了重要作用。1945年，美国对日本使用核武器前，获取了英国的同意。尽管1944年9月签署的海德公园备忘录规划了战后的英美合作，美国方面战后继续合作的热情消退，《1946年原子能法案》更是终结了技术合作。1948年1月7日，美、英、加三国达成了一项暂时妥协，这一妥协允许三国间进行有限的技术信息共享，并正式废止了魁北克协定。

## 背景

### 英国早期工作
1932年2月，詹姆斯·查德威克在剑桥大学卡文迪许实验室发现了中子。同年4月，他的同事约翰·考克饶夫和欧内斯特·沃尔顿使用质子轰击锂，生成了α粒子。1938年12月，奥托·哈恩和弗里茨·施特拉斯曼在柏林达勒姆的哈恩的实验室中使用中子轰击铀，生成了钡。哈恩给同事莉泽·迈特纳写信描述了这一实验，迈特纳和她的侄子奥托·弗里施认为铀原子核发生了分裂，并将这一过程命名为核裂变。

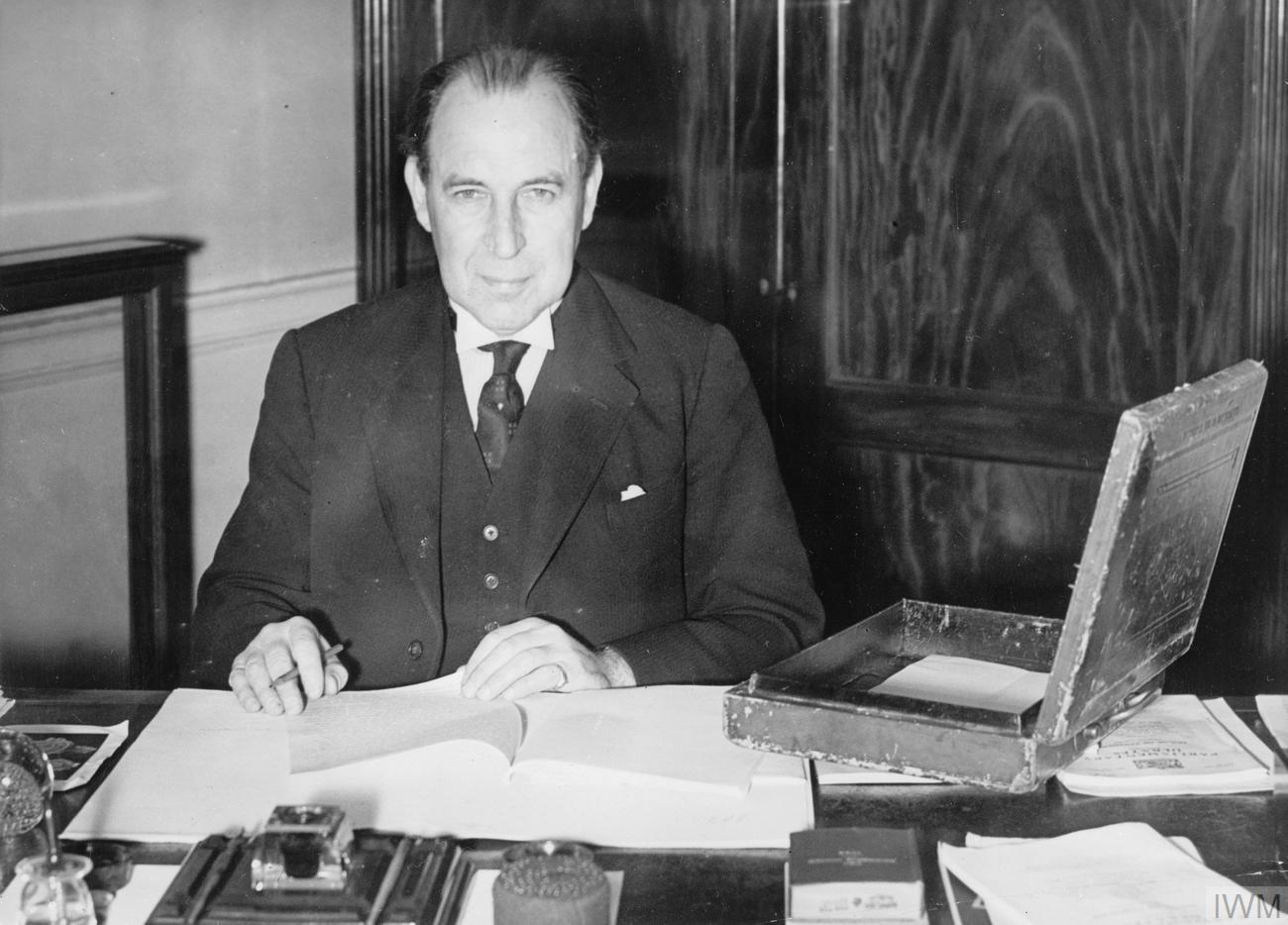
负责领导合金管工程的枢密院议长约翰·安德森爵士

核裂变的发现使得制造威力巨大的原子弹成为可能。当时，英国公众从H·G·威尔斯1913年的小说中已经对“原子弹”这一术语有所了解。1939年5月，伦敦帝国学院的乔治·汤姆森和伯明翰大学的马克·奥利芬特接到任务，开展一系列关于铀的实验。1940年2月，汤姆森的团队仍无法用天然铀发生链式反应，因此决定不再继续。另一方面，奥利芬特的团队得出了截然不同的结论。奥利芬特将任务分配给了两名在英国避难的德国科学家鲁道夫·派尔斯和奥托·弗里施。他们计算了鈾-235金属半球的临界质量，发现只需要1至10千克的铀-235，就能产生威力相当于上千吨炸药的爆炸，而非之前人们普遍认为的需要数吨铀-235。
奥利芬特向亨利·蒂泽德爵士报告了弗里施和派尔斯两人的研究成果，即《弗里施-派尔斯备忘录》。蒂泽德爵士领导着负责研究空战的蒂泽德委员会。为了进一步研究原子弹实现的可能性，蒂泽德爵士成立了穆德委员会，隶属于飞机生产部。莫德委员会开展了一系列密集的研究。伯明翰大学承担了理论工作，例如爆炸所需临界质量的计算；派尔斯领导了相关工作小组，同在英国避难的德国科学家克勞斯·富赫斯提供了帮助。利物浦大学和牛津大学的实验室则测试了若干种同位素分离的方法。查德威克的小组在利物浦大学尝试了热扩散法，弗朗西斯·西蒙的小组在牛津大学研究了氣體擴散法，其中后者被认为更有前景。在剑桥大学，埃贡·布雷切尔和诺曼·费瑟的小组研究了另一种可能的裂变材料，即钚。此外，牛津大学由于汉斯·冯·哈尔班领导的一群法国科学家在此避难，拥有一批珍贵的重水，因此可以帮助科学家从理论上分析如何利用铀所能释放的能量。
1941年7月，莫德委员会向飞机生产部提交了两份报告，报告的结论是原子弹的制造不仅技术上可行，而且可以在战争结束前完成，很可能只需要两年时间。莫德委员会虽然认可英国的资源可能不足，但仍一致推荐以最高优先级开发原子弹。
英国首相温斯顿·丘吉尔在报告完成前已经收到了他的科学顾问弗雷德里克·林德曼的简报，并做出了一系列决定，其中包括成立了合金管工程以协调管理原子弹的研发工作。枢密院议长约翰·安德森爵士负责领导合金管工程，由来自帝国化学工业的华莱士·埃克斯担任委员会主席。“合金管工程”这一名称由安德森和埃克斯所取，他们特意选择了这一误导性的名称。

### 美国早期工作
美国科学家，特别是逃离纳粹德国和其他法西斯国家来到美国避难的科学家，对于德国开发出原子弹的前景感到十分担忧。1939年7月，利奧·西拉德和阿尔伯特·爱因斯坦向美国总统富兰克林·德拉诺·罗斯福递交了愛因斯坦—西拉德信，在信中发出了警告。作为回应，罗斯福于同年10月设立了铀顾问委员会，由國家標準技術研究所的莱曼·布里格斯负责。研究最初主要集中于用于发电的慢裂变反应，但是研究重心逐渐向同位素分离转移。1940年6月12日，万尼瓦尔·布什和哈里·霍普金斯向罗斯福总统提议成立美国国防部科研委员会（NDRC）以便统筹协调防务相关的研究。同年6月27日，NDRC正式成立，由布什任委员会主席。铀顾问委员会也并入NDRC，从单纯的专家小组转变为指导研究工作的机构，并更名为铀委员会。

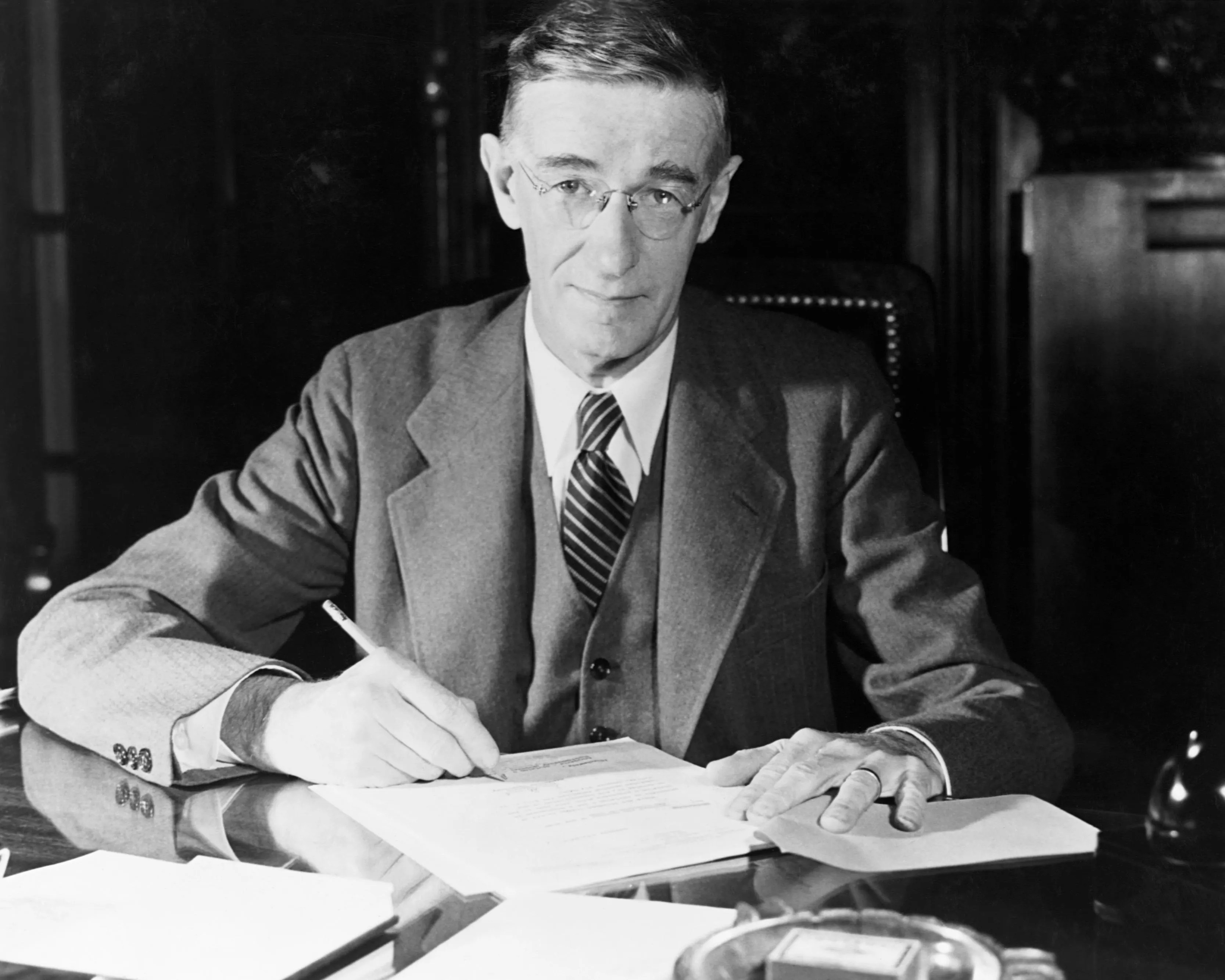
美国科学研究与开发办公室主任万尼瓦尔·布什

布什上任后，立刻安排了与英国空军和陆军驻美国武官的秘密会议，讨论英国和美国交换技术信息的合作提案。布什非常支持这一提案，1940年7月8日和英方讨论过后，11日即交由美国内阁批准，29日正式向英国驻美国大使洛锡安勋爵表示接受提案。
1940年9月，英国通过蒂泽德任务与美国共享了大量军事领域的科学和技术，其中包括莫德委员会掌握的部分信息。英国驻加拿大科技随员拉爾夫·福勒和考克饶夫担负了传递信息的职责，他们和铀委员会见了面，但是信息的传递基本是单向的。考克饶夫认为，美国的原子弹项目进度不及英国，并且发展速度也相对较慢。美国当时正在进行的研究包括可控核连锁反应的可行性研究，由西拉德和恩里科·费米在哥伦比亚大学进行；离心法、气体扩散法、热扩散法等同位素分离方法的初步调研；以及在加利福尼亞大學柏克萊分校劳伦斯伯克利国家实验室的回旋加速器中制造钚的尝试等。
1941年4月9日，哈佛大学的肯尼斯·班布里奇参加了莫德委员会，惊讶的发现英国人确信原子弹技术上可行。5月5日，班布里奇在哈佛大学向铀委员会报告了他的发现。布什委派了阿瑟·康普顿领导的一个小组进行进一步研究。1941年5月17日，康普顿提交了他的报告，没有任何关于设计或制造原子弹的细节。这一报告只支持了战后使用核能发电的可能性。1941年6月28日，罗斯福设立了美国科学研究与开发办公室（OSRD），布什任主任，向总统负责。OSRD合并了NDRC，NDRC改由詹姆斯·布莱恩特·科南特负责。铀委员会成为了OSRD的下属部门，并出于安全原因，被改名为S-1部门。
当时英国已经处于战争中，而美国尚未参战。1941年8月，奥利芬特飞往美国，表面上是为了讨论雷达项目，实际目标是为了了解美国为何忽视了莫德委员会的发现。他惊愕的发现布里格斯收到相关报告和文档后，没有向铀委员会（S-1部门）的其他成员通报，而是将材料锁在了保险柜里。奥利芬特接下来会见了科南特、威廉·柯立芝（暂时代理康普顿的职务）、塞缪尔·阿里森、欧内斯特·劳伦斯和费米等人。根据阿里森的回忆，在他们的会面中，奥利芬特用非常肯定的词汇强调了“炸弹”，并劝说大家集中一切资源研发原子弹。原子弹的研发需要花费2500万美元，而英国无力满足所需费用和人力，相关成本只能由美国承担。
1941年10月3日，汤姆森向布什和科南特递交了莫德委员会的最终报告。10月9日，罗斯福和副总统亨利·阿加德·华莱士在白宫听取了布什的报告，承诺将会扩大并加速建设美国的原子弹工程。两天后，罗斯福向丘吉尔发出一封信件，建议双方就“统筹协调甚至联合建设原子弹工程”交换意见。

## 合作
出于联合建设原子弹工程这一提议的重要性，罗斯福安排NDRC驻伦敦代表处负责人弗雷德里克·赫伍德亲自向丘吉尔递交了信件。丘吉尔直至12月才回应，在回应中确认了合作的意愿，并通知罗斯福，赫伍德已经和安德森、林德曼讨论过合作的机会。莫德委员会认为，尽管英国可以建设实验性质的同位素分离工厂，完整的生产设施应当在美国建设。英国方面还担忧美国方面泄露机密，然而正是英国方面已遭到间谍渗透：约翰·凯恩克罗斯已经向苏联传递了一份莫德委员会的报告副本。英国方面没有表达的担忧则是美国可能如第一次世界大战一样，在战后奉行孤立主义，而英国不得不独自对抗苏联。在这些担忧之下，英美错过了合作的机会，尽管两方继续交换信息，但是各自的原子弹工程保持独立。

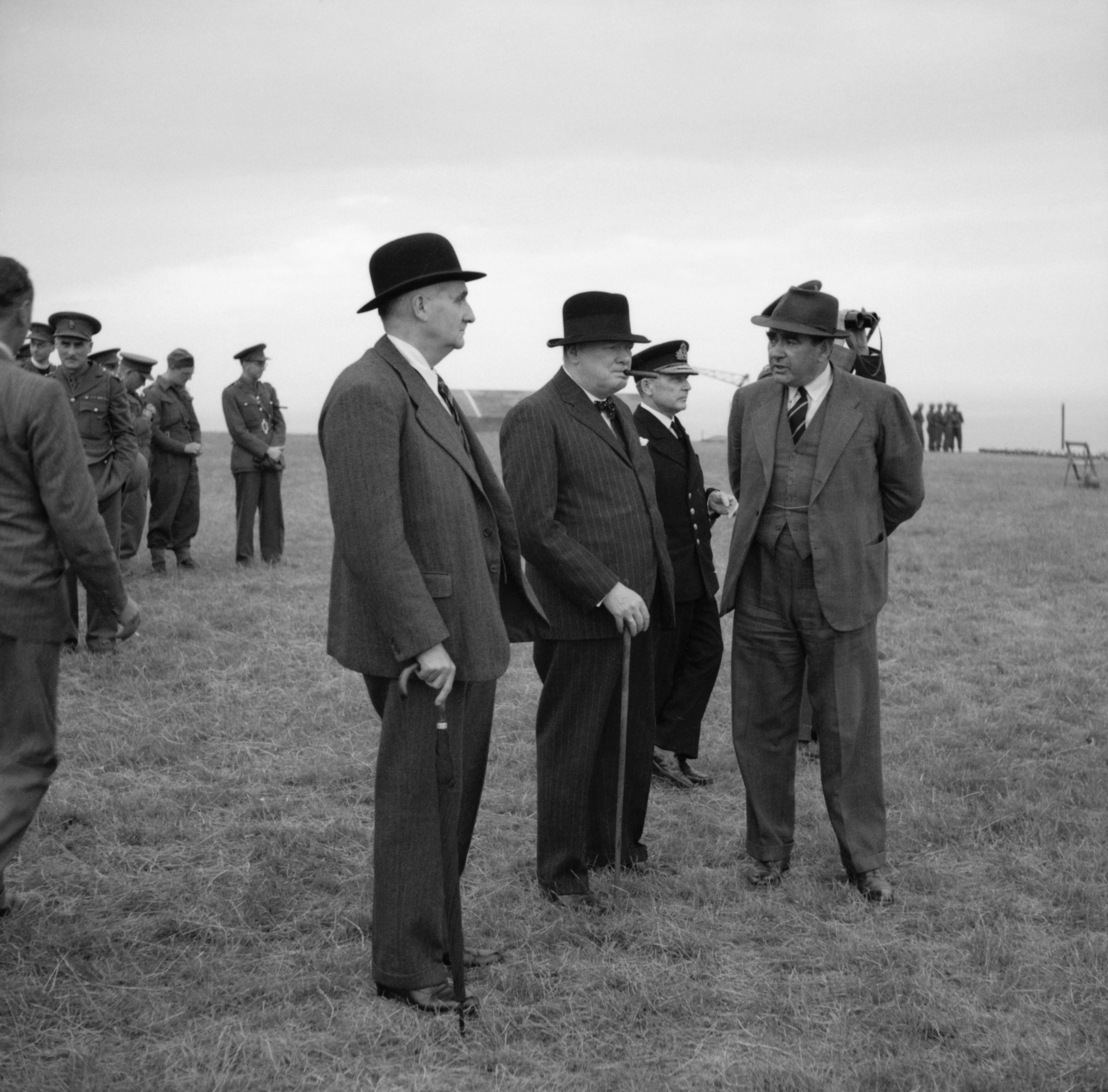
温斯顿·丘吉尔（画面正中四人之左二）的科学顾问弗雷德里克·林德曼（画面正中四人之左一，着圆顶硬礼帽）

1941年12月7日，珍珠港事件爆发，美国加入了战争。用于军事相关项目的资金前所未有的充足。OSRD原先的资金协议于1942年6月底到期，根据新的协议，此后美国陆军在1942年至1943年提供5300万美元的资金，作为项目整体8500万美元的一部分。1942年6月18日，詹姆斯·马歇尔上校奉命组建了一支陆军部队。这支部队总部位于纽约百老汇大街270号，根据美國陸軍工兵部隊的命名惯例，以总部所在的位置为这支部队命名为曼哈顿工程特区。整个项目稍后也被命名为“曼哈顿计划”。另一方面，罗斯福于6月17日批准由军方负责整个项目；同年9月，布什和科南特向军方进行了移交。9月23日，莱斯利·理查德·格罗夫斯准将成为曼哈顿计划的负责人。格罗夫斯通过类似英国对雷达技术采用的保密分区政策，加强了曼哈顿计划的安全等级。
美国方面的进展很快超过了英国。1942年访问美国的英国科学家相当惊讶于曼哈顿计划的进展和发展势头。1942年7月30日，安德森对丘吉尔表示：“我们必须面对现实……（我们的）开创性的工作……是一项正在贬值的资产。除非我们迅速将其变现，否则我们将被超越。现在（和美国的计划）合并，我们可以有所贡献；但是如果过一段时间再合并，我们就会变得毫无贡献。”与此同时，布什和科南特认为美国不再需要英国的帮助。1942年10月，他们说服了罗斯福，尽管美英间有着关于无限制科学交换的协定，罗斯福仍决定独立研发原子弹。
和1941年相比，英美两国的位置已经发生了反转。美国官员担心合金管工程中埃克斯等来自帝国化学工业的研究人员利用美国提供的核科学知识，在战后建设核工业赚取利润。美国战争部长亨利·刘易斯·史汀生认为美国的原子弹工程已经完成了“90%的工作”，因此“我们最好保持现状向前推进，尽量不提供非必要的帮助”。1942年12月，罗斯福同意进一步限制信息的流向，仅向英国开放战争中需要使用到的信息，尽管这样做同样阻碍了美国方面工程的进展。受到限制的信息包括重水的生产，电磁型同位素分离器，钚的物理化学性质，原子弹设计的细节，快中子反应等等。这些限制对英国和加拿大联合建立的蒙特利尔实验室的核反应堆设计工作造成了不利的影响。作为报复，英国也停止向美国派遣科学家，拖慢了美国方面依赖于英国科学家的工作。此后，美国不再向英国共享任何信息。

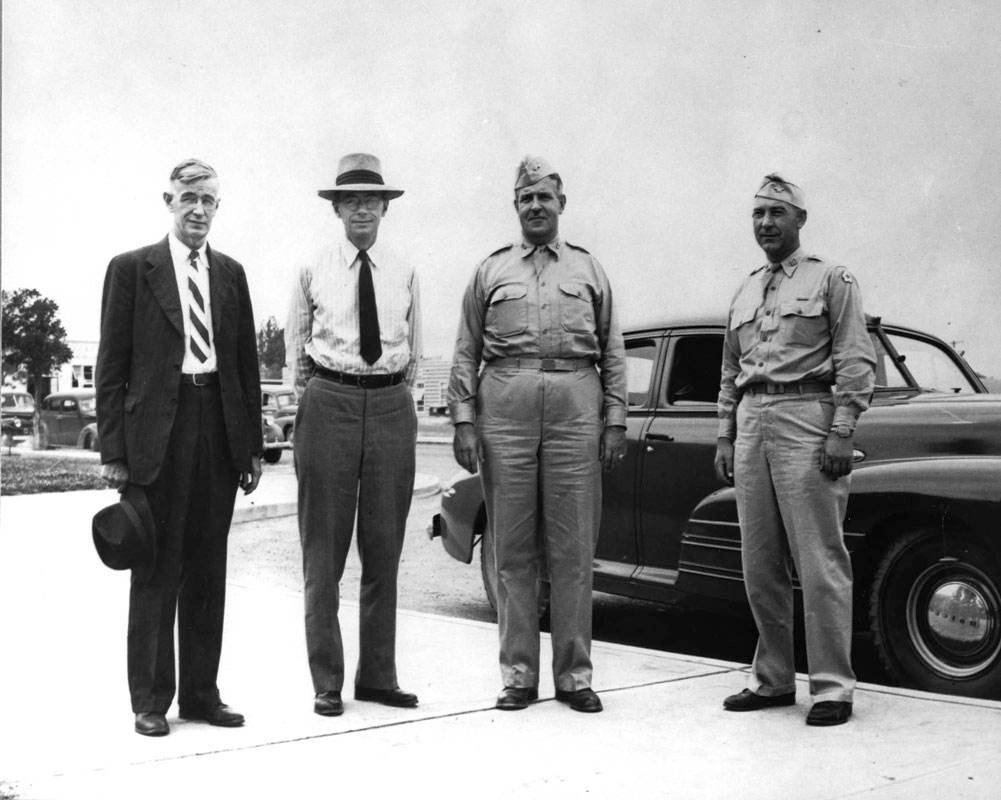
万尼瓦尔·布什，詹姆斯·布莱恩特·科南特，莱斯利·理查德·格罗夫斯和富兰克林·马赛厄斯

合金管工程开始评估在没有美国帮助的条件下，英国自行制造原子弹的可能性。每天能工业化生产1千克武器级铀的气体扩散工厂需要花费大约300万英镑用于研发，而在战时的英国，建造工厂的花费可能高达5000万英镑。每天生产1千克钚的核反应堆也将不得不部署在加拿大，需要花费五年、500万英镑完成。为反应堆生产重水的工厂需要花费500万至1000万英镑，生产铀金属的工厂则需要花费150万英镑。这一工程大约需要2万名工人（其中包括大量技术工人）、50万吨金属、500兆瓦电力，而这会不可避免的打乱其他战时项目的进度。并且即便如此，这一工程很可能无法及时完成，因此无法对第二次世界大战欧洲战场产生任何影响。基于此考虑，评估结果一致认为应当再尝试一次和美国开展合作。
1943年3月，布什和科南特判断英国能在某些方面为曼哈顿计划提供帮助，而不会泄露核武器设计相关秘密。例如，布什、科南特和格罗夫斯希望查德威克和派尔斯两人同罗伯特·奥本海默讨论原子弹的设计问题，凯洛格公司也希望英国科学家对K-25工厂（气体扩散工厂）的设计提出建议。

## 协商
1943年5月25日，丘吉尔在第三次华盛顿会议上向罗斯福提起了这件事。当天下午，林德曼和布什在白宫内霍普金斯的办公室安排了一次会面。双方陈述了各自的立场，林德曼表示英国战后感兴趣的只是核武器，而非商业机会。霍普金斯将会面情况向罗斯福作了汇报。丘吉尔和罗斯福商定，应当重新审视信息交换相关政策，而原子弹工程应是双方联合建设的。6月17日，霍普金斯向丘吉尔发送了一封电报确认此事，但是美国的政策没有任何变化，主要原因是罗斯福于6月24日见到布什时，没有通知布什这一消息。7月9日，丘吉尔在电报中催促美国尽快行动，霍普金斯提醒罗斯福在华盛顿会议期间做出过承诺，同时建议罗斯福执行承诺。

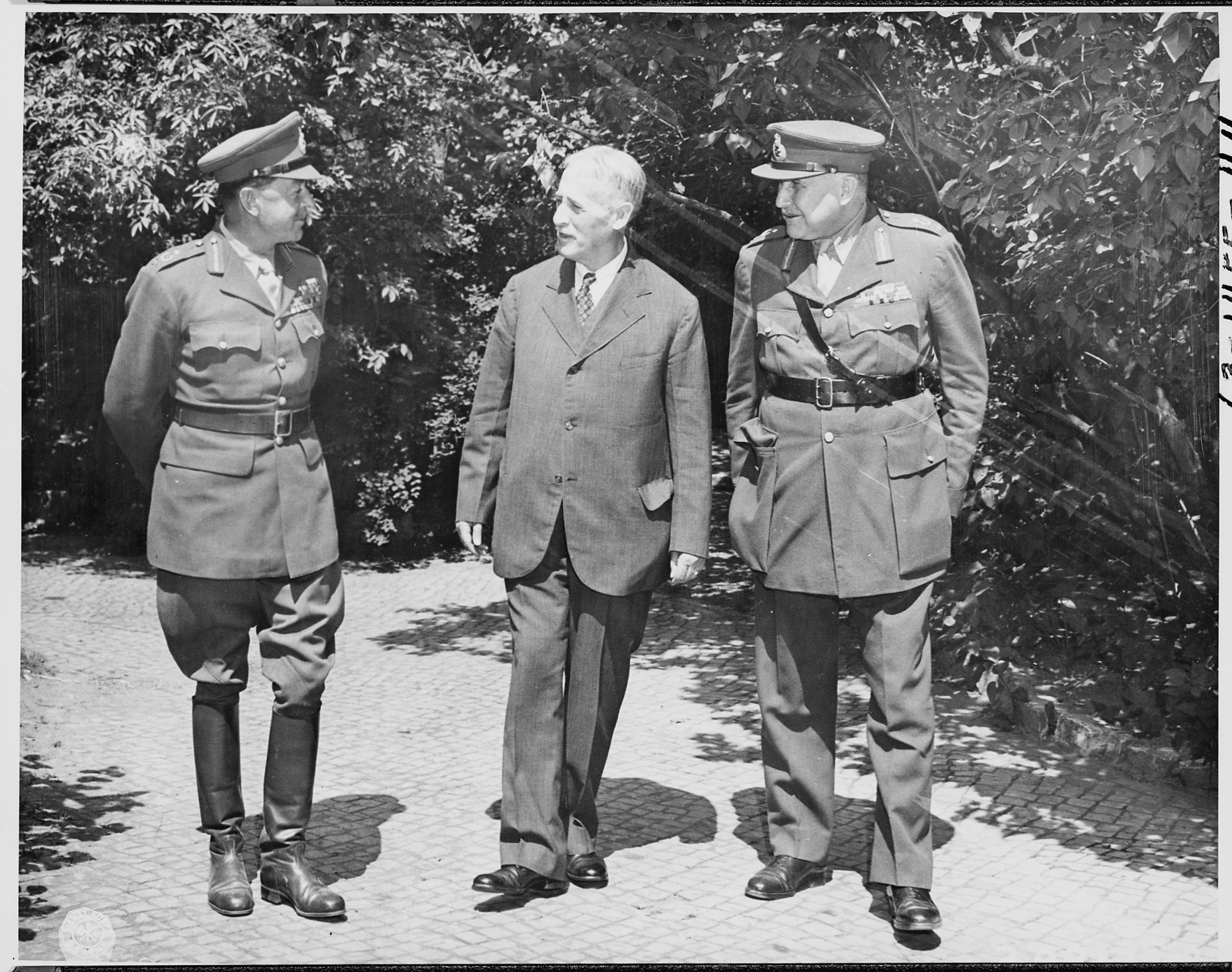
美国战争部长亨利·刘易斯·史汀生（中），英国陆军元帅哈羅德·亞歷山大爵士（左）和亨利·梅特蘭·威爾遜爵士（右）

7月15日，布什在伦敦参加英国战时内阁反U型潜艇委员会的会议时，在斯塔福·克里普斯爵士安排下和丘吉尔会面。丘吉尔告诉布什，罗斯福总统已经用名誉担保了完全的合作，而美国官僚的阻碍使得丘吉尔极为不满。布什建议丘吉尔向当时也在伦敦的史汀生提出这一问题。7月17日，丘吉尔会见了史汀生，后者承诺向罗斯福反馈。7月20日，罗斯福写信指示布什“重新开展和英国政府关于合金管工程的一切合作”。然而，由于布什仍在伦敦，十天后才看到这封信；这期间，他和史汀生、哈维·邦迪于7月22日和丘吉尔、林德曼和安德森在唐寧街10號还进行了另外一次会面，但是他们都不知道彼时罗斯福已经作出了指示。
史汀生刚刚结束了一轮和英国人就霸王行动是否必要的争论，不想表现得和英国人每件事的意见都不一样。并且，和布什不同的是，他对英国人隐隐表现出的认为英国受到不公正对待的影射有所察觉。史汀生使用安抚性的语气向丘吉尔表达了战后两国维持合作关系的必要性。丘吉尔否认了英国对商业应用核技术感兴趣，并解释了其对于战后合作的关切主要是为了在战后拥有核武器。布什提出了一项包括五点的计划，史汀生承诺将会寻求罗斯福总统的批准。
安德森随后起草了一份更正式的协定，并交由丘吉尔使用更堂皇的词汇加以润色。安德森担心格罗夫斯可能传递给史汀生和布什这样的信息，如安德森所述：“就像所有来到我们多雾的岛上的美国人一样，他们被我们的伪善和狡诈所欺骗，并且着迷于我们杰出的首相”。当科南特得知协定的内容，他表示他更认同反英国著称的芝加哥論壇報的观点。8月5日，安德森带着协定草案到达华盛顿，并和科南特、布什共同审议了这一草案。从美国的观点来说，这一草案和现有的信息交换的政策有所冲突。安德森提出一种让步的方式：设立一个“联合政策委员会”负责联合项目的管理，由美国、英国和加拿大的代表组成这一委员会。这一让步使得科南特不再持反对意见。史汀生、乔治·卡特莱特·马歇尔上将和威廉·普奈尔少将审阅了修改后的草案，稍作修改后送交英国使馆审批。

## 协定内容

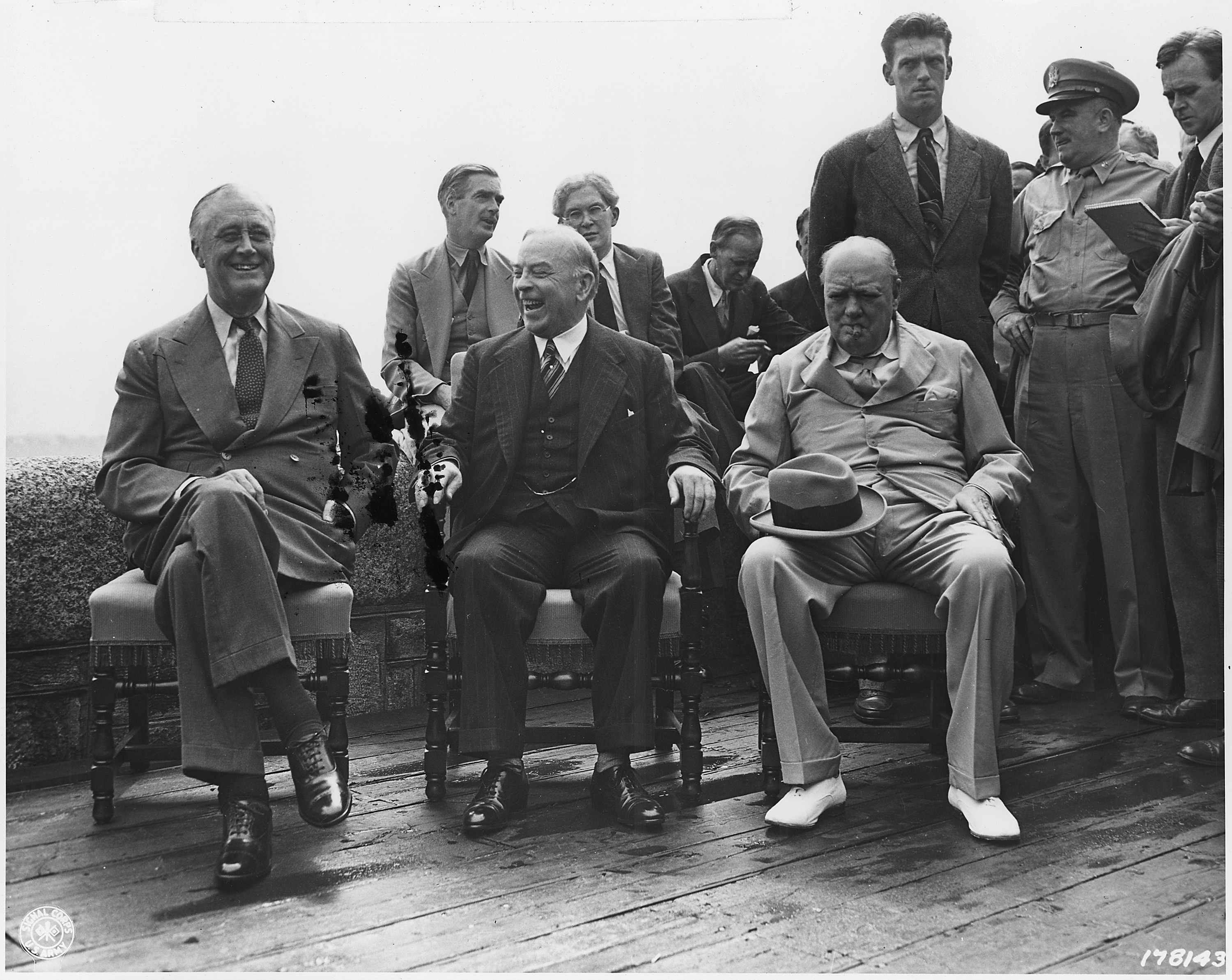
在魁北克城堡召开的魁北克会议新闻发布会，前排从左至右分别为美国总统富兰克林·德拉诺·罗斯福，加拿大总理威廉·莱昂·麦肯齐·金，英国首相温斯顿·丘吉尔；后排坐在墙上的三人为安東尼·艾登，布伦丹·布雷肯，哈里·霍普金斯

协定的起草过程十分迅速，以便罗斯福、丘吉尔及其幕僚于8月17日聚集在加拿大魁北克省魁北克市参加魁北克会议时使用。会议在魁北克城堡中举办，加拿大總理威廉·莱昂·麦肯齐·金主持了会议。大部分讨论是关于入侵法国的。尽管魁北克协定是一份英美之间的双边协定，加拿大不是签约国，但是英国认为加拿大在合金管工程中的贡献足够显著，因此应当在协定创设的联合政策委员会中拥有一个代表席位。麦肯齐·金选择了克拉伦斯·迪凯特·豪在委员会中代表加拿大。委员会的其他委员包括代表美国的史汀生、布什和科南特，以及代表英国的英国陆军元帅约翰·迪尔爵士和约翰·杰斯廷·卢埃林上校。
8月19日，罗斯福和丘吉尔签署了协定。协定的文本打印在魁北克城堡提供的四页纸上，正式的标题是《美国和英国关于共同管理合金管工程的协定条款》（Articles of Agreement governing collaboration between the authorities of the USA and UK in the matter of Tube Alloys）。两国一致认为，在当时的战争中，使合金管工程尽快取得成果，对于双方共同的安全至关重要；为了实现这一目标，需要将两国的资源统一调配。协定规定：
1. 两国联合建造核武器，并允许信息自由交换；
2. 两国互不使用核武器；
3. 对第三国使用核武器需要两国共同同意；
4. 向第三国提供核武器研发相关信息需要两国共同同意；
5. “考虑到大量生产工作由美国承担”，美国总统有权对英国战后和平使用核能加以限制。[77]

对于史汀生来说，魁北克协定带来的唯一的困扰是“使用核武器需要两国共同同意”的条款。如果国会知道这一条款，肯定不会同意。另一方面，美国对英国战后和平使用核能的否决权清晰的表明了英国在联盟中的弱势地位，但是丘吉尔认为魁北克协定已经是其能够争取到的最好结果，受到的限制只是作为交换战后核武器计划所需技术信息的代价。历史学家玛格丽特·高英认为，独立的核武器计划能够产生威慑作用，这一理念已经深入人心。
魁北克协定是一项秘密协定，其条款仅限少数内部人士知悉，甚至美国国会都不知情。直至1947年5月12日，美国国会原子能联合委员会才收到了口头的总结报告。1951年2月12日，丘吉尔写信给时任美国总统哈里·S·杜鲁门要求公开这一协定，杜鲁门拒绝了这一要求，因此丘吉尔在其回忆录《紧缩包围圈》中省略了这一部分。最终，魁北克协定于1954年4月5日由丘吉尔向英国下议院宣读并公开。然而，早在1943年9月4日，苏联间谍乌尔苏拉·玛丽亚·库琴斯基就已经向格鲁乌报告了协定的细节，相关情报很有可能来自于富赫斯。

## 执行协定
在协定即将签署之际，埃克斯已通过电报指示查德威克、派尔斯、奥利芬特、西蒙等人立即动身前往北美。8月19日，协定正式签署之日，这些人便已抵达，但是未能和美国科学家见面。两周后，美国方面相关官员获知了魁北克协定的内容。1943年9月10日，格罗夫斯在一次特别会议中向OSRD的S-1执行委员会（S-1部门）作了关于魁北克协定条文的简报。协定中存在一些模糊的地方，这使得格罗夫斯可以利用其中的几个漏洞继续推行其保密分区政策。关于技术信息交换的具体条款的协商拖到1943年12月方才完成，此时英国科学家已经在美国开始工作了。

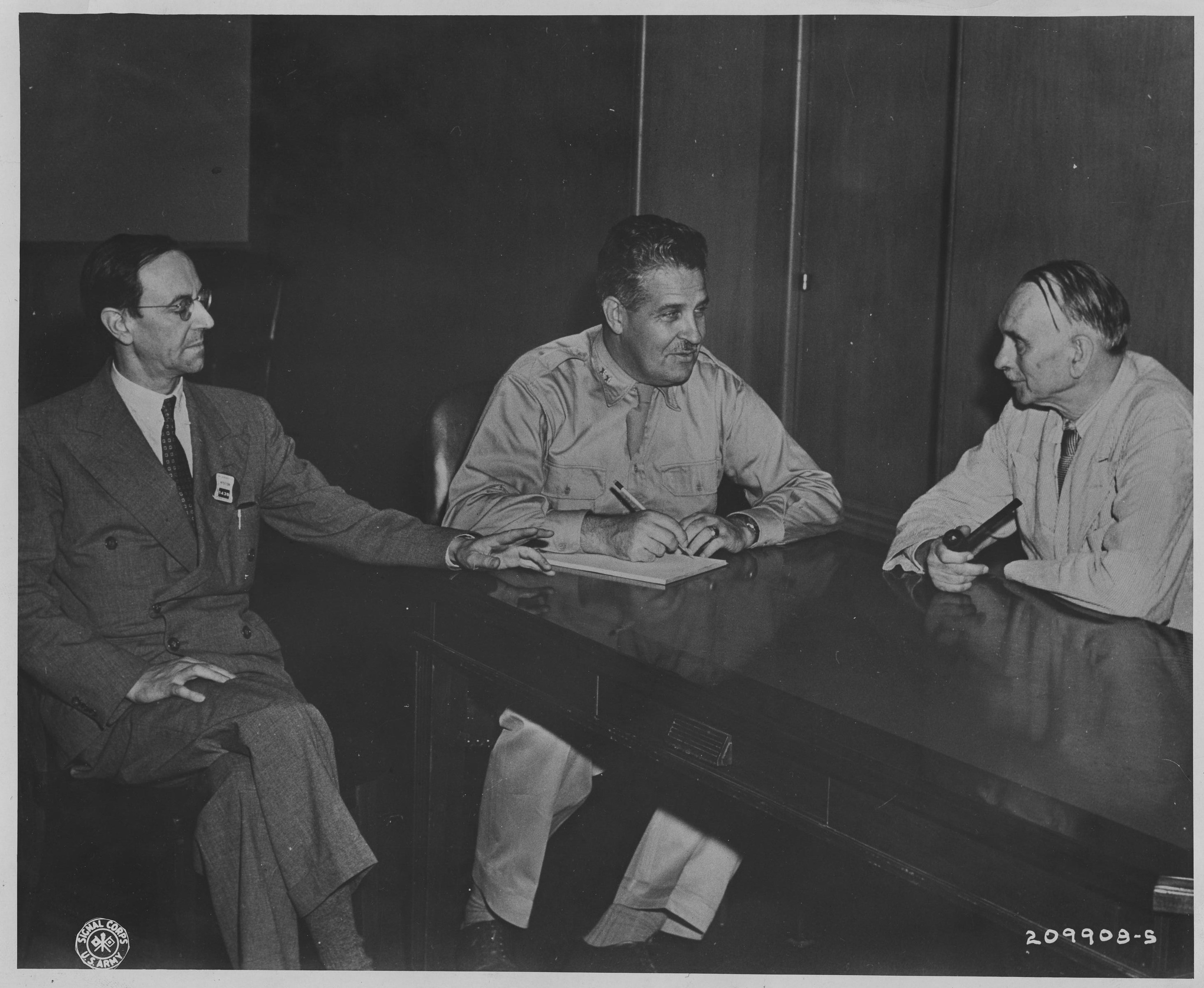
詹姆斯·查德威克，莱斯利·理查德·格罗夫斯和理查德·托勒曼

在接下来的两年中，联合政策委员会只召开了八次会议。第一次会议是在1943年9月8日下午，而史汀生到了当天上午才知道自己是委员会主席。这次会议成立了一个技术分委员会，由威廉·斯泰尔少将担任主席。美国人不想让具备帝国化学工业背景的埃克斯加入技术分委员会，所以卢埃林提名查德威克加入，同时也希望查德威克成为曼哈顿计划中英方的代表。技术分委员会的其他委员包括格罗夫斯的科学顾问理查德·托勒曼，加拿大国家研究委员会主席杰克·麦肯齐等人。技术分委员会意见一致时，可以不经过联合政策委员会同意而行动，其第一次会议于9月10日在五角大楼举办。
在协定执行过程中，芝加哥大学冶金实验室和蒙特利尔实验室之间的合作方式曾有过一些问题。1944年2月17日，联合政策委员会的会议上，查德威克提出希望在加拿大建设一个核反应堆，即后来的粉笔河实验室，并为其分配所需资源。英国和加拿大同意为这项工程付出更多代价，而美国方面的态度比较复杂。科南特对重水反应堆感兴趣，但是不愿支持查德威克的提案，因为这项工程对战争起不到什么作用，而美国需要为其提供重水。格罗夫斯则愿意支持这项工程，但是有一些附加的条件。三方达成的协议是蒙特利尔实验室可以访问芝加哥大学冶金实验室在阿贡国家实验室的研究反应堆的数据、橡树岭的X-10石墨反应堆的数据，但是不能访问汉福德区B反应堆的数据，也不能获取任何关于钚的信息。相关协议在1944年9月19日联合政策委员会的会议上正式确认。
查德威克最大限度的支持英国在曼哈顿计划中进行贡献，而不对战时英国独立的核计划抱有任何希望。由于丘吉尔的支持，查德威克尽可能保证了格罗夫斯的每一项请求都得到响应。随着战争进入最后阶段，研究进展放缓，参与曼哈顿计划的科学家任务仍然很重，包括安德森、林德曼、爱德华·阿普尔顿等合金管工程的负责人不得不减少在其他项目上投入的精力。埃克斯领导的团队在纽约协助气体扩散技术的开发。时任劳伦斯伯克利国家实验室副主任的奥利芬特领导着另一个团队协助电磁分离的过程。查德威克作为洛斯阿拉莫斯实验室英国代表团的负责人，领导了一个多国杰出科学家组成的团队，成员包括傑弗里·泰勒、詹姆斯·塔克、尼尔斯·玻尔、威廉·彭尼、弗里施、富赫斯等人，这一团队后由派尔斯继续领导。团队中的四个成员在洛斯阿拉莫斯实验室成为了其他小组的领导。彭尼于1945年8月9日观测了长崎市原子弹爆炸的情形，1946年参加了十字路口行动核试验。
1944年，魁北克协定遭遇了重大挑战。美国发现英国和汉斯·冯·哈尔班签署了一份秘密协定（“哈尔班协定”），约定英国将在战后向法国提供核能相关信息，交换法国物理学家弗雷德里克·约里奥-居里及其法兰西公学院团队在核反应堆方面的专利使用权。美国和加拿大对此表示了反对，因为这一协定违反了魁北克协定中不得擅自向第三国提供核武器研发相关信息的条款。英国因而违背了对法国的义务。安德森非常担心这一行为会疏远法国，因此他和外交及聯邦事務大臣安東尼·艾登建议向法国承诺将其纳入曼哈顿计划，但是丘吉尔没有同意，并且坚决反对向法国和苏联透露曼哈顿计划的信息。战后，法国政府拒绝接受哈尔班协定。
关于专利权的争议很复杂，英国和美国、英国和加拿大分别于1942年和1943年进行了协商的尝试，但是均未成功。魁北克协定签署后，英国和美国的专家再次进行了深入讨论，达成了一项协定，并由联合政策委员会于1944年确认。这项协定的效力向前追溯到魁北克协定签署之时，并将加拿大一并列入了签署方，但是出于保密需要，直至1956年方才最终敲定，协定范围包括了截至1955年11月有效的所有专利。三国均同意将本国持有的相关专利权授予另一国无偿使用。
1943年底，卢埃林返回英国，在联合政策委员会中的席位由罗纳德·伊恩·坎贝尔接任。其后，1945年初，这一席位又由哈利法克斯勋爵接任。1944年11月4日，迪尔死于华盛顿哥伦比亚特区，迪尔的席位由亨利·梅特蘭·威爾遜接任。1945年7月4日，根据魁北克协定中关于对第三国使用核武器的条款，威尔逊代表英国政府同意对日本使用核武器。

## 海德公园备忘录

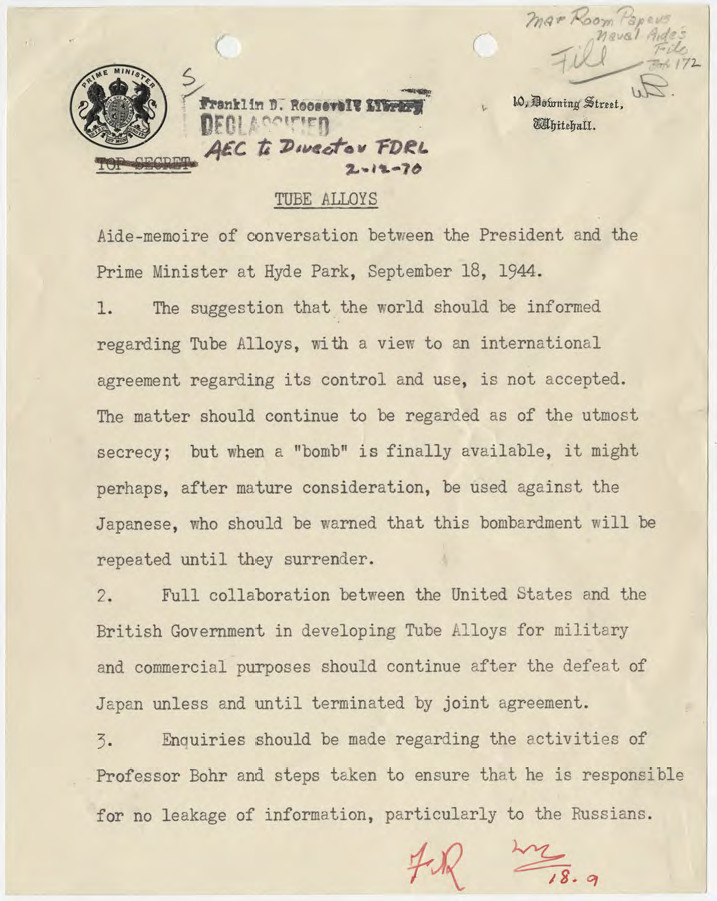
海德公园备忘录复制品，保存于富兰克林·德拉诺·罗斯福总统图书馆暨博物馆

1944年9月，八边形会议在魁北克举办。随着盟军的一系列胜利，战后的规划成为会议的主题。会后，罗斯福和丘吉尔在罗斯福位于海德公园的居所停留了一段时间。他们讨论了战后在核武器方面的合作，并于9月19日签署了海德公园备忘录，详细记录了这一讨论达成的协议。协议确认对核武器计划继续保密，同时约定战后英美继续合作开发核武器和相关商业应用，直至双方共同决定终止合作。
罗斯福的顾问中，只有霍普金斯和威廉·D·李海知道海德公园备忘录的存在。李海可能是由于并不相信原子弹的威力，并没有太关注此事，只有一些模糊的记忆。1945年6月，威尔逊在联合政策委员会的会议上提及这一备忘录时，美国所执的一份已经找不到了。7月18日，英国给史汀生发送了一份影印件。即使这样，格罗夫斯仍怀疑这一备忘录的真伪，直至多年后美国所执的一份在威尔逊·布朗中将的文件堆中被发现。布朗中将曾是罗斯福的海军助理，很显然有人不清楚“合金管”的含义，认为可能和舰炮有关，因此将其归为海军文件了。

## 终止协定
1945年11月，罗斯福的继任者杜鲁门、丘吉尔的继任者克莱门特·艾德礼、安德森、美国国务卿詹姆斯·弗朗西斯·伯恩斯在波托马克河的游艇上商议并同意了对魁北克协定进行修订，以期在英美加三方间建立更宽松的合作。11月15日，格罗夫斯、时任美国战争部长罗伯特·帕特森、帕特森的顾问乔治·L·哈里森会见了英国方面的安德森、威尔逊、英国驻加拿大高级专员馬爾科姆·麥克唐納、英国驻华盛顿大使馆特命全权公使罗杰·霍金斯、安德森的助手丹尼斯·里克特，双方共同起草了一份公报。公报草案中，联合政策委员会得以保留，魁北克协定中关于使用核武器前需要“两国共同同意”的条款被替换为“事前商议”，原子能领域将会进行“完全而有效的合作”。稍后，在格罗夫斯和安德森共同签署的一份更长的意向备忘录中，“完全而有效的合作”被限定于“基础科学研究”领域。11月16日，帕特森将公报递交至白宫，杜鲁门和艾德礼签署了这一公报。12月4日，联合政策委员会批准了一项新的协定草案，作为废止魁北克协定的基础。

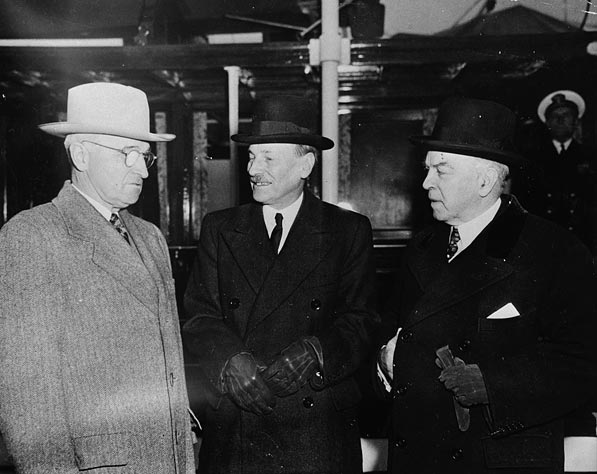
1945年11月，美国总统哈里·S·杜鲁门、英国首相克莱门特·艾德礼、加拿大总理威廉·莱昂·麦肯齐·金在红杉号总统游艇上讨论核武器相关议题

联合政策委员会的下一次会议于1946年4月15日召开，但是没有达成任何协议。杜鲁门4月20日向艾德礼拍发电报，表示他不认为他们共同签署的公报使美国负有协助英国设计、建造、运营原子能工厂的义务。艾德礼6月6日回电，但是丝毫没有提起此事，甚至没有表达任何不满。当时，不仅技术合作越来越少，铀矿石的分配也逐渐成为问题。战时英国不需要使用铀，所以刚果的铀矿石和阿尔索斯任务的铀矿石全部由美国获取。战后，英国原子能工程也开始需要使用铀，查德威克和格罗夫斯达成了协议，铀矿石由双方平分。
麦克马洪法案由杜鲁门于1946年1月签署，1947年1月1日生效，这一法案终结了技术合作，美国的盟友也无法获取任何“受限制的数据”，相关科学家们甚至无法获取他们几天前刚刚完成的学术论文。麦克马洪法案使得英国科学家和官员们极度不满，并直接导致1947年1月英国决定自行研发核武器。在美国，国会原子能联合委员会于1947年5月12日知悉魁北克协定（而非1945年11月的修订），其中英国在使用核武器前的“否决权”在这一委员会中引起了骚动，并使得委员会向杜鲁门施加了强大的压力，要求取消相关条款。1948年1月7日，布什、詹姆斯·费斯克、考克饶夫、麦肯齐达成了一项暂时妥协，这一妥协允许美、英、加三国间进行有限的技术信息共享，并正式废止了魁北克协定。和魁北克协定一样，这一妥协也被归类为“最高机密”。
随着冷战开始，美国对于和英国合作的热情逐渐冷却。1949年9月的一项调查显示，72%的美国人认为美国不应该和英国共享原子能相关的秘密。1950年，富赫斯作为苏联原子能间谍的身份被揭露，英国的声望也因此受损。英国战时参与曼哈顿计划为其战后的独立核计划高能炸药研究提供了宝贵的经验，但在钚的冶炼等重要领域仍然有所不足。高能炸药研究的进展促使麦克马洪法案于1958作出修订，英美关于核武器的合作由《1958年美英共同防卫协定》的签订得以重启。

## 备注
1. ↑  由于两人是敌国侨民，无法获取从事雷达等保密项目研究的许可。[10]
2. ↑  海德公园备忘录一式两份，由签署者姓名首字母草签。在由英国政府保管的备忘录上，丘吉尔的首席私人秘书在页面边缘处标注了“实际签署于19日，J（约翰）·M（米勒）·M（马丁）”。[109]

### 脚注
1. ↑  Clark 1961，第9頁.
2. ↑  Gowing 1964，第17–18頁.
3. ↑  Clark 1961，第5頁.
4. ↑  Clark 1961，第11頁.
5. ↑  Bernstein 2011，第240頁.
6. ↑  Zimmerman 1995，第262頁.
7. ↑  Gowing 1964，第23–29頁.
8. ↑  Farmelo 2013，第15–24頁.
9. ↑  Gowing 1964，第37–39頁.
10. 1 2  Szasz 1992，第3–5頁.
11. ↑  Gowing 1964，第39–41頁.
12. ↑  Peierls, Rudolf; Frisch, Otto. . atomicarchive.com (报告). 1940-03  [2015-01-02]. （原始内容存档于2015-04-03）.
13. ↑  Bernstein 2011，第440–446頁.
14. ↑  Clark 1961，第54–56頁.
15. 1 2  Hewlett & Anderson 1962，第39–40頁.
16. ↑  耿志. . 武汉大学学报：人文科学版. 2015, (6)  [2018-05-09]. （原始内容存档于2018-05-09） （中文）.
17. ↑  Laucht 2012，第42–45頁.
18. 1 2 3  Phelps 2010，第282–283頁.
19. ↑  Hewlett & Anderson 1962，第42頁.
20. ↑  Gowing 1964，第106–111頁.
21. ↑  Hewlett & Anderson 1962，第16–20頁.
22. 1 2  Rhodes 1986，第337–338頁.
23. 1 2  Shrader 2006，第14頁.
24. ↑  Phelps 2010，第129–130頁.
25. 1 2  Bernstein 1976，第204頁.
26. ↑  Gowing 1964，第65–66頁.
27. ↑  Hewlett & Anderson 1962，第27–29頁.
28. ↑  Hewlett & Anderson 1962，第29–32頁.
29. ↑  Hewlett & Anderson 1962，第34–39頁.
30. ↑  Paul 2000，第20頁.
31. ↑  Hewlett & Anderson 1962，第40頁.
32. ↑  Hewlett & Anderson 1962，第37–38頁.
33. ↑  Paul 2000，第21頁.
34. ↑  Hewlett & Anderson 1962，第41頁.
35. ↑  Gowing 1964，第121–122頁.
36. 1 2  Hewlett & Anderson 1962，第43–44頁.
37. ↑  Rhodes 1986，第372–374頁.
38. ↑  Rhodes 1986，第373頁.
39. ↑  Hewlett & Anderson 1962，第45–46頁.
40. ↑  Bernstein 1976，第205頁.
41. ↑  Farmelo 2013，第194頁.
42. ↑  Gowing 1964，第123–125頁.
43. ↑  Farmelo 2013，第302頁.
44. ↑  Gowing 1964，第94–95頁.
45. ↑  Bernstein 1976，第206–207頁.
46. ↑  Rhodes 1986，第389–393頁.
47. ↑  Hewlett & Anderson 1962，第52–54頁.
48. ↑  Hewlett & Anderson 1962，第72–75頁.
49. 1 2  Jones 1985，第41–44頁.
50. ↑  Jones 1985，第70–71頁.
51. ↑  Gowing 1964，第150–151頁.
52. ↑  Paul 2000，第28–29頁.
53. 1 2  Bernstein 1976，第208頁.
54. 1 2  Bernstein 1976，第209–213頁.
55. ↑  Farmelo 2013，第224頁.
56. ↑  Farmelo 2013，第218頁.
57. 1 2  Bernstein 1976，第210頁.
58. ↑  Gowing 1964，第162–165頁.
59. ↑  Bernstein 1976，第213頁.
60. ↑  Gowing 1964，第157頁.
61. 1 2 3  Paul 2000，第46頁.
62. 1 2 3  Farmelo 2013，第229頁.
63. ↑  Hewlett & Anderson 1962，第273–274頁.
64. 1 2  Hewlett & Anderson 1962，第274頁.
65. 1 2 3 4  Hewlett & Anderson 1962，第275–276頁.
66. ↑  Paul 2000，第48頁.
67. ↑  Bernstein 1976，第216頁.
68. ↑  Hewlett & Anderson 1962，第277頁.
69. 1 2  Gowing 1964，第168頁.
70. 1 2  Hewlett & Anderson 1962，第278頁.
71. ↑  Paul 2000，第51頁.
72. ↑  Gowing 1964，第170頁.
73. ↑  Farmelo 2013，第236頁.
74. ↑  Bernstein 1976，第217–218頁.
75. 1 2  Gowing 1964，第171頁.
76. 1 2  Farmelo 2013，第229–231頁.
77. 1 2 3  Gowing 1964，第439頁.
78. ↑  Bernstein 1976，第119頁.
79. ↑  Farmelo 2013，第240–241頁.
80. ↑  Paul 2000，第52頁.
81. ↑  Reynolds 2005，第400–401頁.
82. ↑  Botti 1987，第135–136頁.
83. ↑  Reynolds 2005，第492頁.
84. ↑  Tyrer 2016，第802, 807–808頁.
85. 1 2 3  Jones 1985，第242–243頁.
86. ↑  Hewlett & Anderson 1962，第75頁.
87. ↑  Paul 2000，第58–59頁.
88. ↑  Farmelo 2013，第241–242頁.
89. ↑  Jones 1985，第245頁.
90. ↑  Gowing 1964，第241頁.
91. 1 2  Gowing 1964，第234頁.
92. ↑  Gowing 1964，第173頁.
93. ↑  Hewlett & Anderson 1962，第280頁.
94. ↑  Laurence, George C. . Atomic Energy of Canada Limited. May 1980  [2015-01-03]. （原始内容存档于2015-01-04）.
95. ↑  Jones 1985，第246–247頁.
96. ↑  Gowing 1964，第271–275頁.
97. ↑  Gowing 1964，第236–237頁.
98. ↑  Gowing 1964，第241–244頁.
99. ↑  Gowing 1964，第250–256頁.
100. ↑  Gowing 1964，第256–260頁.
101. ↑  Gowing 1964，第260–267頁.
102. ↑  Gowing 1964，第291–295頁.
103. ↑  Gowing 1964，第343–346頁.
104. ↑  Paul 2000，第66頁.
105. ↑  Gowing 1964，第244–245頁.
106. ↑  Gowing 1964，第372頁.
107. ↑  Hewlett & Anderson 1962，第372–373頁.
108. ↑  . United States Department of State.   [2017-11-22]. （原始内容存档于2017-09-18）.
109. ↑  . Foreign Relations of the United States, Conference at Quebec, 1944. Office of the Historian, United States State Department.   [2018-06-04]. （原始内容存档于2017-12-01）.
110. ↑  Farmelo 2013，第270–271頁.
111. ↑  Hewlett & Anderson 1962，第327頁.
112. ↑  Bernstein 1976，第224頁.
113. ↑  Paul 2000，第68頁.
114. 1 2  Hewlett & Anderson 1962，第457–458頁.
115. ↑  Paul 2000，第72–73頁.
116. ↑  Nichols 1987，第177頁.
117. ↑  Groves 1962，第401–402頁.
118. 1 2  Paul 2000，第80–83頁.
119. ↑  . United States Department of State.   [2017-11-22]. （原始内容存档于2017-12-01）.
120. ↑  . United States Department of State.   [2017-11-22]. （原始内容存档于2018-06-17）.
121. 1 2  Paul 2000，第88頁.
122. ↑  Gowing & Arnold 1974，第126–130頁.
123. ↑  Gowing & Arnold 1974，第102–104頁.
124. ↑  Gowing & Arnold 1974，第106–108頁.
125. ↑  Farmelo 2013，第322頁.
126. ↑  Calder 1953，第303–306頁.
127. ↑  Gowing & Arnold 1974，第120–121頁.
128. ↑  Gowing & Arnold 1974，第250頁.
129. ↑  Gowing & Arnold 1974，第245–254頁.
130. ↑  . United States Department of State.   [2017-11-22]. （原始内容存档于2017-12-01）.
131. ↑  Paul 2000，第129–130頁.
132. 1 2  Young, Ken. . History Working Papers Project.   [2015-01-02]. （原始内容存档于2015-01-02）.
133. ↑  Gowing & Arnold 1974，第11–12頁.
134. ↑  Gowing & Arnold 1974，第164–165頁.
135. ↑  Gott 1963，第245–247頁.
136. ↑   (PDF). US Government Printing Office. 1958-07-02  [2013-12-12]. （原始内容存档 (PDF)于2014-07-14）.

### 书目
- Bernstein, Barton J. . The Western Political Quarterly. June 1976, 29 (2): 202–230. ISSN 0043-4078. JSTOR 448105. doi:10.2307/448105.
- Bernstein, Jeremy.  (PDF). American Journal of Physics. 2011, 79 (5): 440–446  [2018-05-05]. Bibcode:2011AmJPh..79..440B. ISSN 0002-9505. doi:10.1119/1.3533426. （原始内容存档 (PDF)于2020-08-18）.
- Botti, Timothy J. . Contributions in Military Studies. New York: Greenwood Press. 1987. ISBN 978-0-313-25902-9. OCLC 464084495.
- Calder, Ritchie. . The Nation. 1953-10-17, 177 (16): 303–306. ISSN 0027-8378.
- Clark, Ronald W. . London: Phoenix House. 1961. OCLC 824335.
- Farmelo, Graham. . New York: Basic Books. 2013. ISBN 978-0-465-02195-6.
- Gott, Richard. . International Affairs. April 1963, 39 (2): 238–252. ISSN 1468-2346. JSTOR 2611300.
- Gowing, Margaret. . London: Macmillan. 1964. OCLC 3195209.
- Gowing, Margaret; Arnold, Lorna. . London: Macmillan. 1974. ISBN 0-333-15781-8. OCLC 611555258.
- Groves, Leslie. . New York: Da Capo Press. 1983 [1962]. ISBN 978-0-306-80189-1. OCLC 932666584.
- Hewlett, Richard G.; Anderson, Oscar E.  (PDF). University Park: Pennsylvania State University Press. 1962  [2013-03-26]. OCLC 493738019. （原始内容存档 (PDF)于2019-09-26）.
- Jones, Vincent.  (PDF). Washington, DC: United States Army Center of Military History. 1985  [2013-06-08]. OCLC 10913875. （原始内容存档 (PDF)于2017-02-04）.
- Nichols, Kenneth David. . New York: William Morrow and Company. 1987. ISBN 0-688-06910-X. OCLC 15223648.
- Paul, Septimus H. . Columbus, Ohio: Ohio State University Press. 2000. ISBN 978-0-8142-0852-6. OCLC 43615254.
- Phelps, Stephen. . Yardley, Pennsylvania: Westholme. 2010. ISBN 978-1-59416-116-2. OCLC 642846903.
- Reynolds, David. . London: Penguin. 2005. ISBN 978-0-14-101964-2. OCLC 505347006.
- Rhodes, Richard. . New York: Simon & Schuster. 1986. ISBN 0-671-44133-7. OCLC 13793436.
- Shrader, Charles R. . Washington, D.C.: U.S. Army. 2006. ISBN 978-0-16-072961-4. OCLC 73821793.
- Szasz, Ferenc Morton. . New York: St. Martin's Press. 1992. ISBN 978-0-312-06167-8. OCLC 23901666.
- Tyrer, William A. . International Journal of Intelligence and Counter Intelligence. 2016, 29 (4): 785–808. ISSN 0885-0607. doi:10.1080/08850607.2016.1177404.
- Zimmerman, David. . War in History. 1995, 2 (3): 259–273. ISSN 0968-3445. doi:10.1177/096834459500200302.